# Albrecht Dihle
Albrecht Gottfried Ferdinand Dihle (* 28. März 1923 in Kassel; † 29. Januar 2020 in Köln) war ein deutscher Klassischer Philologe, Altertumswissenschaftler und Hochschullehrer. Er war unter anderem Lehrstuhlinhaber in Köln und Heidelberg.

## Leben
Albrecht Dihle war das jüngste von drei Kindern des Verwaltungsjuristen, Präsidenten der Domänenkammer des Fürstentums Waldeck und Konsistorialpräsidenten der Evangelischen Landeskirche in Waldeck Hermann Dihle und dessen Ehefrau, der Konzertsängerin Frieda Dihle, geborene von Reden (1882–1944). Seine Kindheit verlebte er deshalb in Arolsen in engem Kontakt mit dem Hof des Fürsten Friedrich von Waldeck-Pyrmont. In Göttingen, wohin sich die Familie nach der 1934 von den Nationalsozialisten widerrechtlich erzwungenen Absetzung des Vaters von seinem ihm nach der Angliederung des Fürstentums an den Freistaat Preußen (1929) verbliebenen kirchlichen Amt zurückgezogen hatte, legte er am Staatlichen Gymnasium, dem heutigen Max-Planck-Gymnasium, das Abitur ab. Danach diente er 1940–1942 als Soldat im Zweiten Weltkrieg und wurde schwer verwundet.
Von 1942 bis 1945 studierte er an den Universitäten Göttingen und Freiburg (im Breisgau) Archäologie und Klassische Philologie, daneben auch Geschichtswissenschaft. Einer seiner prägendsten und wegweisenden Lehrer war neben Karl Deichgräber und Kurt Latte der Byzantinist und Christliche Archäologe Alfons Maria Schneider, dessen „umfassende Gelehrsamkeit und ausgedehnte Sprachkenntnisse, einzigartige Vertrautheit mit den Monumenten und Territorien des Oriens Christianus sowie Scharfsinn, Ideenreichtum und [...] enorme Arbeitsenergie“ er rühmt.
Nachdem er im Jahr 1944 kurz nacheinander beide Eltern verloren hatte, erwarb er im darauf folgenden Jahr das Staatsexamen für das Lehramt an Gymnasien und erhielt einen Lehrauftrag für Lateinkurse an der Universität Göttingen, dem er bis 1954 nachkam. Am 22. August 1946 wurde er am Göttinger Institut für Altertumskunde als erster Doktorand nach dem Ende der NS-Diktatur mit der Arbeit Λαός, ἔθνος, δῆμος. Beiträge zur Entwicklungsgeschichte des Volksbegriffs im frühgriechischen Denken zum Doktor der Philosophie promoviert. Die noch bei dem Anfang 1946 zunächst seines Amtes enthobenen Karl Deichgräber, Dekan von 1939 bis 1945, begonnene Dissertation wurde an dessen Stelle von Kurt Latte begutachtet.
Wie die Dissertation liegt auch die 1950 abgeschlossene Habilitationsschrift Studien zur byzantinischen Metrik und Rhythmik, die er während seiner Assistentenzeit anfertigte, lediglich maschinenschriftlich vor, doch hat sie im Unterschied zu jener als unpubliziert zu gelten, da nach Ausweis des Katalogs der Deutschen Nationalbibliothek kein Exemplar in einer öffentlichen Bibliothek vorhanden ist. Im Jahr 1950 begann er dann seine Lehrtätigkeit an der Universität Göttingen. Am 4. Januar 1954 erfolgte die Ernennung zum Universitätsdozenten, am 22. Januar 1957 die zum außerplanmäßigen Professor für Klassische Philologie. Im Jahr 1958 folgte er einem Ruf als Ordinarius auf den Lehrstuhl für Gräzistik an der Universität zu Köln. 1974 nahm er den Ruf auf den Lehrstuhl für Gräzistik am Seminar für Klassische Philologie der Universität Heidelberg an, wo er bis zu seiner Emeritierung 1989 lehrte und forschte. Dort war er Mitglied des Heidelberger Kirchenväterkolloquiums, einer fortlaufenden Veranstaltung zur Lektüre christlicher Texte der Antike. Schüler Dihles sind unter anderem Klaus Thraede, Dieter Hagedorn, Hans-Jürgen Horn, Hermann Funke, Stefan Rhein und der Leibnizpreisträger Oliver Primavesi.
Auf Einladung eines nach England emigrierten ehemaligen jüdisch-deutschen Mitschülers war Dihle 1948 nach Oxford gereist und gewann dort einen prägenden Eindruck von dem im Gegensatz zur rein fachwissenschaftlichen Ausrichtung des deutschen Universitätssystems im Sinne einer allgemeinbildenden höheren Education weit stärker an humanistischen Traditionen und einem begrenzten Kanon klassischer Autoren orientierten Classics-Studium der englischen Universitäten. Außerdem lernte er dort aufgrund von Empfehlungsschreiben Kurt Lattes neben zahlreichen bedeutenden englischen Gelehrten auch die wichtigsten Vertreter „der durch das NS-Regime größtenteils vertriebenen Spitzengruppe der vor 1933 in Deutschland arbeitenden Altertumsforscher“ kennen, „die vor 1933 zur Elite der deutschen Altertumswissenschaft gezählt hatten, aber während des Dritten Reichs wegen rassischer oder politischer Verfolgung nach Oxford emigriert waren.“ Dem von Paul Maas zu dem sowohl zeitlich als auch thematisch weitab vom Zentrum des Faches auf einem extremen Randgebiet angesiedelten Habilitationsvorhaben erteilten Rat, zwar „dieses Projekt fortzuführen und abzuschließen,“ jedoch „in seiner späteren Forschungstätigkeit nicht bei solch abgelegenen Texten und Themen zu bleiben, sondern sich den klassischen Texten zuzuwenden,“ da er „dort [...] finden (werde), was Werte für die Dauer vermittelt,“ folgte Dihle allerdings nur insoweit, als er in seinem gesamten Wirken als Forscher und Lehrer danach strebte, tiefdringende Detailforschung mit weitausgreifender Überschau über die gesamte Kultur der Antike und ihr Fortwirken zu verbinden. So versuchte er einen Ausweg aus dem Dilemma zwischen dem vermeintlich der strengen Wissenschaftlichkeit zu entrichtenden Tribut extremer Spezialisierung und Wertfreiheit auf der einen Seite und der von der humanistischen Bildungsidee erhobenen Forderung nach Werteorientierung und breitangelegtem Überblick über den Kanon klassischer Werke und Autoren auf der anderen Seite zu finden. Nicht allein für seine im Jahr der Emeritierung 1989 erschienene Literaturgeschichte Die griechische und lateinische Literatur der Kaiserzeit. Von Augustus bis Justinian, sondern für sein ganzes sich über weiteste Gebiete erstreckendes Lebenswerk gilt daher, dass es „der umfassenden Erschließung und Vermittlung der antiken wie der antik-christlichen Tradition als einer unerschöpflichen Quelle menschlicher Gesittung und Lebensweisheit verpflichtet“ war.
Noch eine weitere Reise, die ihn 1957/1958 innerhalb von drei Monaten auf dem See- und Landweg über die Levante (Beirut), den Irak (Bagdad), Iran und Pakistan nach Indien und Sri Lanka und auf dem Rückweg über Basra nach Damaskus führte, eröffnete ihm neue Perspektiven, indem sie zur Initialzündung einer lebenslangen und eingehenden Auseinandersetzung mit der Wahrnehmung und Bewertung fremder Kulturen in der Antike seit Homer, mit deren ethnographischer und geographischer Fachliteratur, mit den Alexanderhistorikern und der Periplus-Literatur (Routenbeschreibungen) sowie den Kulturbeziehungen zwischen Antike und Orient – dies der Titel der gesammelten Aufsätze zu diesem Thema von 1984 – werden sollte.
Von 1964 bis 2004 wirkte Dihle als Mitherausgeber des Reallexikons für Antike und Christentum, für das er auch selbst wichtige Artikel wie die zu den Lemmata „Demut“, „Ethik“, „Gerechtigkeit“, „Goldene Regel“, „Heilig“, „Indien“ und „Klassizismus“ verfasste. An weiteren war er beteiligt. Zudem war er Mitbegründer der Schriftenreihe Hypomnemata. Untersuchungen zur Antike und zu ihrem Nachleben. Von 1952 bis 1958 war er Herausgeber der Göttingischen Gelehrten Anzeigen, von 1976 bis 1996 war er Mitherausgeber der Zeitschrift Antike und Abendland.
Dihle war mehrmals Gastprofessor, 1963 in Cambridge, 1965/66 und 1989/1990 in Harvard, 1968 in Stanford, 1983 in Princeton, ferner in Perugia, Sydney und Durban. 1973/1974 war Dihle Sather Professor an der University of California, Berkeley. Aus der dort gehaltenen Vorlesungsreihe ging sein zuerst in englischer Sprache veröffentlichtes Buch The Theory of Will in Classical Antiquity hervor. Manche der zuletzt genannten und einige weitere renommierte Universitäten erteilten Dihle Rufe, die er jedoch aus unterschiedlichen Gründen ablehnte (1965 und 1968 Harvard, 1967 Universität Konstanz, 1968 Göttingen, 1968 und 1973 Stanford, 1969 Universität Zürich, 1973 University of North Carolina at Chapel Hill).
Dihle war evangelisch und ab 1949 verheiratet mit Marlene Dihle, geborene Meier-Menzel, mit der er die fünf Kinder Franziska, Stefanie, Andreas, Barbara und Katharina hatte. Nach seiner Emeritierung lebte das Ehepaar Dihle wieder in Köln, wo der Gelehrte am 29. Januar 2020 im Alter von fast 97 Jahren starb.

## Werk
Albrecht Dihle hat in ungewöhnlicher Breite die literarische Überlieferung und Wissenskultur der Antike und ihr Nachleben, insbesondere ihre prägende Wirkung auf das Christentum in der Spätantike sowie die Kulturbeziehungen zwischen Mittelmeerraum und Orient sowohl wissenschaftlich erforscht als auch in nicht allein Fachleuten zugänglichen Darstellungen einem breiteren Publikum vermittelt.
Schwerpunkt der dezidiert altertumswissenschaftlichen, kulturgeschichtlich und nicht im engen Sinn philologisch-literaturwissenschaftlich angelegten Forschung Dihles sind die Kulturbeziehungen zwischen Antike und Orient, die Patristik und die Beziehungen zwischen Antike und Christentum, die antike Philosophie und Rhetorik, Grammatik und Fachschriftstellerei, Homer, die antike Biographie und das griechische Drama sowie die Begriffsgeschichte. Neben streng fachwissenschaftlichen Untersuchungen stehen in seinem Werk zahlreiche Veröffentlichungen, die sich an ein breiteres Publikum wenden und damit dem Gedanken Rechnung tragen, dass geisteswissenschaftliche Forschung einen Beitrag zur Selbstverständigung der Gesellschaft zu leisten habe und ohne diesen ihre Legitimation einbüßen würde, da die Wissenschaft sich um die Fortsetzung der kulturellen Tradition, die ihre Voraussetzung darstellt und deren Teil sie ist, bemühen müsse. Zu nennen sind hier verschiedene Schriften zur antiken Ethik, vor allem aber die beiden vielgelesenen und mehrfach in fremde Sprachen übersetzten Literaturgeschichten, eine Geschichte der griechischen Literatur und eine Geschichte der griechisch-lateinischen Literatur der römischen Kaiserzeit, deren innovative Leistung darin besteht, dass sie durch Preisgabe der unangemessenen Konzeption sprachlich gebundener Nationalliteraturen erstmals der Zweisprachigkeit der kaiserzeitlichen Kultur gerecht wird. Auch zur „Aufarbeitung“ der NS-Vergangenheit der Altertumswissenschaften und der notwendigen Reflexion auf die eigene Rolle hat Dihle u. a. durch seine Mitwirkung als Zeitzeuge und in einer umfangreichen Rezension des einschlägigen Buches von Cornelia Wegeler einen wichtigen Beitrag geleistet.

## Auszeichnungen
Seit 1975 war Dihle ordentliches Mitglied der Heidelberger Akademie der Wissenschaften; von 1980 bis 1982 war er Sekretar ihrer philosophisch-historischen Klasse, von 1990 bis 1994 ihr Präsident. Er war korrespondierendes Mitglied der Akademie der Wissenschaften zu Göttingen, der Nordrhein-Westfälischen Akademie der Wissenschaften und der Künste, der Académie des Inscriptions et Belles-Lettres, der British Academy, Mitglied der Academia Europaea (1990), ausländisches Ehrenmitglied der American Academy of Arts and Sciences, zeitweiser Leiter der Kommission "Griechische christliche Schriftsteller" der Berlin-Brandenburgischen Akademie der Wissenschaften, an deren Neugründung und Ausrichtung nach der Wiedervereinigung er maßgeblich beteiligt war, und Ehrenmitglied der Patristischen Kommission der Union der deutschen Akademien der Wissenschaften, Mitglied der Akademie gemeinnütziger Wissenschaften zu Erfurt. Ferner war Dihle Mitglied im Conseil und Comité scientifique der Fondation Hardt pour l’étude de l’antiquité classique und von 1967 an für mehrere Jahre im Planungsbeirat für das Hochschulwesen Nordrhein-Westfalens.
Dihle galt als einer der bedeutendsten Klassischen Philologen seiner Generation. So erhielt er die Ehrendoktorwürde der Universitäten Bern (Dr. theol. h. c.), Athen (Dr. phil. h. c.) und der Macquarie University in Sydney (Litt. D. h. c.). Seit 1994 war er Mitglied des Ordens Pour le mérite für Wissenschaften und Künste und seit 1997 Träger des Österreichischen Ehrenzeichens für Wissenschaft und Kunst. 1997 erhielt er den Reuchlin-Preis der Stadt Pforzheim. Zum 65. Geburtstag hielt sein Heidelberger Kollege Hubert Petersmann eine Laudatio, die in der Zeitschrift Ruperto-Carola erschien. Auf dem Festakt zum 85. Geburtstag hielt die Laudatio Dihles Schüler Oliver Primavesi. Auf dem Festakt zum 90. Geburtstag würdigte der Althistoriker Christian Meier den Gelehrten.

## Schriften (Auswahl)
Schriftenverzeichnisse finden sich in den Festschriften zum 70. Geburtstag, S. 482–493 und zum 85. Geburtstag, S. 404–410 (s. unten im Kapitel Literatur)
- Studien zur griechischen Biographie (= Abhandlungen der Akademie der Wissenschaften zu Göttingen, Philologisch-Historische Klasse Folge 3, Band 37). Vandenhoeck & Ruprecht, Göttingen 1956, 2. Auflage ebenda 1970.
- Die Goldene Regel. Eine Einführung in die Geschichte der antiken und frühchristlichen Vulgärethik. Vandenhoeck & Ruprecht, Göttingen 1962.
- Umstrittene Daten. Untersuchungen zum Auftreten der Griechen am Roten Meer. Westdeutscher Verlag, Köln 1965.
- Der Kanon der zwei Tugenden. Westdeutscher Verlag, Köln 1968 (Arbeitsgemeinschaft für Forschung des Landes Nordrhein-Westfalen, Geisteswissenschaften 144).
- Homer-Probleme. Westdeutscher Verlag, Opladen 1970.
- Euripides’ Medea (= Sitzungsberichte der Heidelberger Akademie der Wissenschaften Philosophisch-Historische Klasse 1977. Band 5). Winter, Heidelberg 1977, ISBN 3-533-02646-9.
- Der Prolog der Bacchen und die antike Überlieferungsphase des Euripides-Textes. Winter, Heidelberg 1981 (= Sitzungsberichte der Heidelberger Akademie der Wissenschaften, Philosophisch-Historische Klasse 1981. Band 2), ISBN 3-533-02983-2.
- Antike und Orient. Gesammelte Aufsätze. Winter, Heidelberg 1984, ISBN 3-533-03481-X.
- The Theory of Will in Classical Antiquity. University of California Press, Berkeley 1982, ISBN 0-520-04059-7.
  - Deutsche Fassung: Die Vorstellung vom Willen in der Antike. Vandenhoeck & Ruprecht, Göttingen 1985.
- Die Entstehung der historischen Biographie (= Sitzungsberichte der Heidelberger Akademie der Wissenschaften Philosophisch-Historische Klasse 1986. Band 3). Winter, Heidelberg 1987, ISBN 3-533-03869-6.
- Artikel Heilig. In: Reallexikon für Antike und Christentum, Bd. 14. Hiersemann, Stuttgart 1988, ISBN 978-3-7772-8835-2, Sp. 1–63.
- Die griechische und lateinische Literatur der Kaiserzeit. Von Augustus bis Justinian. Beck, München 1989, ISBN 3-406-33794-5, (Auszüge online).
  - Englische Übersetzung: Greek and Latin literature of the Roman Empire. from Augustus to Justinian. Übersetzung von Manfred Malzahn. Routledge, London u. a. 1994, ISBN 0-415-06367-1.
- Philosophie als Lebenskunst. Westdeutscher Verlag, Opladen 1990.
- Griechische Literaturgeschichte. Kröner, Stuttgart 1967, 2. Auflage: Beck, München 1991, ISBN 3-406-44450-4, Taschenbuch 3. Auflage ebenda 1998, ISBN 3-406-44450-4. (3. Auflage, Auszüge online).
  - Englische Übersetzung: A History of Greek literature from Homer to the Hellenistic period. Transl. by Clare Krojzl. Routledge, London, New York 1994, ISBN 0-415-08620-5.
- Die Griechen und die Fremden. Beck, München 1994, (Auszüge online).
- Humanismus und Wissenschaft. Ploetz, Freiburg 1994, ISBN 3-87640-288-3.
- Vom gesunden Menschenverstand (= Sitzungsberichte der Heidelberger Akademie der Wissenschaften Philosophisch-Historische Klasse 1995, 1). Winter, Heidelberg 1995, ISBN 38253-0306-3.
- Die Wahrnehmung des Fremden im Alten Griechenland (= Berichte aus den Sitzungen der Joachim-Jungius-Gesellschaft der Wissenschaften e.V Jahrgang 21, 2). Vandenhoeck & Ruprecht, Göttingen 2003, ISBN 3-525-86320-9.
- Antike Überlieferung im Christentum. Vortrag anläßlich der Entgegennahme des Reuchlin-Preises der Stadt Pforzheim am 7. Juni 1997. In: Antike und Abendland 45, 1999, S. 101–110
- Über Einheit in Staat und Kirche. In: Christoph Markschies (Hrsg.): Hans Freiherr von Campenhausen: Weg, Werk, Wirkung (= Schriften der Philosophisch-historischen Klasse der Heidelberger Akademie der Wissenschaften. Band 43). Winter, Heidelberg 2008, S. 29–59, ISBN 978-3-8253-5395-7.
- Hellas und der Orient. Phasen wechselseitiger Rezeption (= Julius Wellhausen-Vorlesung. Band 2). De Gruyter, Berlin u. a. 2009, ISBN 978-3-11-021956-2.
- Georg Schöllgen (Hrsg.): Ausgewählte kleine Schriften zu Antike und Christentum (= Jahrbuch für Antike und Christentum, Ergänzungsband. Band 38). Aschendorff, Münster 2013, ISBN 978-3-402-10806-2.